# Hendrik Offerhaus
Hendrik Karel Offerhaus (ur. 20 maja 1875 w Venhuizen, zm. 2 września 1953 w Wassenaar) – holenderski wioślarz.
Hendrik Offerhaus był uczestnikiem Letnich Igrzysk Olimpijskich 1900 w Paryżu, podczas których wraz ze swoją osadą zajął 3. miejsce w konkurencji ósemek ze sternikiem.